# خان خير بك
خان خير بك أحد خانات حلب في سوريا، وبناه الأمير خير بك عام 1514 م في العصر المملوكي، ويقع في محلة سويقة علي بمدينة حلب .